# Łopatonogi
Łopatonogi (Remipedia) – gromada skorupiaków (Crustacea) opisana na podstawie okazów kopalnych Enantiopoda (dolny pensylwan). W roku 1979 odkryto pierwsze współcześnie żyjące łopatonogi. Do roku 2011 poznano nieco 18 gatunków żyjących obecnie. Zamieszkują one głównie Karaiby i Australię. Wszystkie współczesne gatunki są ślepe i żyją w głębokich jaskiniach wypełnionych wodą morską. Wyniki analiz filogenetycznych stawiają łopatonogi blisko sześcionogów (owadów i ich najbliższych krewnych); łopatonogi i sześcionogi mogą być kladami siostrzanymi. 
Są to zwierzęta bezbarwne. Ich wydłużone ciało składa się z głowy i korpusu zbudowanego z od 16 do 39 segmentów. Dwugałęziste odnóża pływne znajdują się  po bokach każdego segmentu z wyjątkiem ostatniego. Koniec ciała zwieńczony jest furką. Na głowie leżą dwie pary dwugałęzistych czułków. Żuwaczki są asymetryczne. W końcowych częściach szczęk I pary znajdują się ujścia gruczołów. Szczęki II pary i szczękonóża stanowią narządy chwytne. 
Łopatonogi pływają „na plecach”. Są drapieżne, a do zabijania ofiar używają produkowanego przez siebie jadu, który wstrzykują za pomocą przekształconych odnóży.

## Systematyka
Do łopatonogów zalicza się 2 rzędy, z których jeden jest wymarły a drugi obejmuje 3 rodziny:
- rząd: Nectiopoda(inne języki) Schram, 1986
  - rodzina: Godzilliidae(inne języki) Schram, Yager et Emerson, 1986
  - rodzina: Micropacteridae(inne języki) Schram, Yager et Emerson, 1986
  - rodzina: Speleonectidae(inne języki) Yager, 1981
- rząd: †Enantiopoda Birshtein, 1960